# Оспедалето (Форли-Чезена)
Оспедалето (итал. Ospedaletto) је насеље у Италији у округу Форли-Чезена, региону Емилија-Ромања.
Према процени из 2011. у насељу је живело 425 становника. Насеље се налази на надморској висини од 54 м.